# IEEE
Институт инжењера електротехнике и електронике (енгл. Institute of Electrical and Electronics Engineers) је непрофитно удружење посвећено технолошком развоју као и унапређивању технолошких иновација везаних за електронске уређаје. Број чланова прелази 400.000 у око 175 земаља. Седиште организације налази се у Њујорку, САД. IEEE је формиран спајањем Америчког института електроинжењера и Института радио инжењера 1963. године.
Због свог проширења делокруга на толико сродних области, организација више не користи своје пуно име у речима осим као правни идентификатор; у нормалној употреби увек се означава иницијалима I E E E (изговара се Ај-трипл-И). Према подацима из 2018. године, то је највеће светско удружење техничких професионалаца са више од 423.000 чланова у преко 160 земаља широм света. Његови циљеви су образовно-техничко унапређење електротехнике и електронике, телекомуникација, рачунарског инжењерства и других сличних дисциплина.

## Историја
Удружење је основано 1. јануара 1963. године у Њујорку спајањем Института за радио инжињерство (IRE) и Америчког института за електрично инжињерство (AIEE). До пре спајања, интереси AIEE били су у комуникацији жичаним уређајима (телеграф, телефон) и електроенергетски системи, док се IRE бавило радио-техником тј. бежичним комуникацијама. После Другог светског рата конкуренција међу компанијама је видно нарасла, тако да су њихова руководста одлучила да се споје 1963.
Значајни председници IEEE и оснивачких удружења:
- Elihu Thomson (AIEE, 1889-1890)
- Александар Грејам Бел (AIEE, 1891-1892)
- Charles Proteus Steinmetz (AIEE, 1901-1902)
- Михајло Пупин (AIEE, 1925-1926)
- Lee De Forest (IRE, 1930)
- Frederick E. Terman (IRE, 1941)
- William R. Hewlett (IRE, 1954)
- Ernst Weber (IRE, 1959; IEEE, 1963)
- Ivan Getting (IEEE, 1978)

## Преглед
Састав IEEE формулише циљеве организације као "научне и образовне, усмеравајући ка напредку у областима и теорије и праксе у електротехници, електроници, комуникацијама и компјутерским технологијама, као и у науци и технологији сродне индустрије и сродних дисциплина“. IEEE је лидер у развоју индустријских стандарда (заслужан за преко 900 постојећих индустријских стандарда) у широком спектру дисциплина, укључујући електричну енергију, медицинске технологије, здравство, информационе технологије, телекомуникације, потрошачку електронику, транспорт, и нанотехнологије. Спонзором је на више од 300 конференција технике сваке године.
IEEE има двојну структуру – регионалну и техничку, са организационим јединицама на основу географске локације (на пример, IEEE Philadelphia Section, IEEE South Africa Section) и техничког фокуса (IEEE Computer Society).
IEEE се састоји од 38 удружења са више од 300 локалних организација које се редовно састају. IEEE Standards Association (IEEE-SA) је одговоран за стандардизационе активности IEEE.
Процес стандардизације обавља се у 7 корака (до успешног завршетка обично је потребно 18 месеци):
- обезбеђивање спонзора
- захтев за овлашћење пројекта
- састављање радне групе
- предлог стандарда
- гласање
- процена комисије
- коначни избор

## Стандарди и процес развоја IEEE стандарда
IEEE је водећа стандардизационо–развојна организација. Врши развој и одржавање стандарда и то преко IEEE Standards Association (IEEE-SA). До 2005. године, IEEE је објавио 900 постојећих стандарда, са још 500 у развоју. Једна од најважних група стандарда је IEEE 802 LAN/WAN која обухвата IEEE 802.3 етернет и IEEE 802.11 стандарде за бежичне мреже (WiFi).
Поменутих 7 корака стандардизације:
1. Обезбеђивање спонзора: Организација, одобрена од стране IEEE одговорна је за координацију и надгледање развоја стандарда од почетка до краја. Стручна друштва унутар IEEE служе као природан спонзор за многе стандарде.
2. Захтев за овлашћење пројекта: За добијање овлашћења за стандард, потребно је тражити од IEEE-SA Standards Board. Комисија за нове стандарде (New Standards Committee - NesCom) из IEEE-SA Standard Board процени захтев за одобрење пројекта (енгл. proces authorisation request - PAR).
3. Састављање радне групе: Након одобравања захтева, формира се радна група за развој стандарда. IEEE-SA надгледа да сви састанци радне групе буду јавни и да сваки члан радне групе има право на учешће и допринос пројекту.
4. Предлог стандарда: Радна група припрема нацрт предложеног стандарда.
5. Гласање: По завршетку нацрта, подноси се на одобрење тајним гласањем. Потребно је ¾ гласова тј 75% како за усвајање нацрта, иначе се прелази назад на претходни корак.
6. Процена комисије: Ако је пројекат изгласан са 75%, шаље се институцији IEEE-SA Standards Board Review Committee (RevCom) који одобрава предлог пројекта.
7. Коначни избор: Пројекат се коначно шаље стандардизационом одбору који у већини случајева одобрава.

## Значајни стандарди
- IEEE 488 - дигитални интерфејс програмибилне инструментације
- IEEE 610 - стандардни Речник софтверског инжењирства
- IEEE 754 - бројеви са покретним зарезом
- IEEE 802 — LAN/MAN
- IEEE 830 — спецификације софтверског захтева
- IEEE 896 — футуребус
- IEEE 1003 — посикс
- IEEE 1076 — VHDL
- IEEE 1180 — Дискретна косинус трансформација
- IEEE 1275 — Open Firmware
- IEEE 1284 — Parallel port
- IEEE P1363 — асиметрична криптографија
- IEEE 1541 — јобибит
- IEEE 12207 — информациона технологија